# Pattinaggio di figura ai XXIV Giochi olimpici invernali
Le gare di pattinaggio di figura ai XXIV Giochi olimpici invernali di Pechino, in Cina, si sono svolte dal 4 al 20 febbraio 2022 al Capital Indoor Stadium. Si sono tenute cinque competizioni: i due singoli maschili e femminili, la gara di pattinaggio a coppie, la danza su ghiaccio e la gara a squadre. Il programma del pattinaggio si è concluso con un gran galà finale.

## Calendario
|  | Programma | F | Finale | Gala | Gala |

| Febbraio 2022 | 4 | 5 | 6 | 7 | 8 | 9 | 10 | 11 | 12 | 13 | 14 | 15 | 16 | 17 | 18 | 19 | 20   | Totale |
| ------------- | - | - | - | - | - | - | -- | -- | -- | -- | -- | -- | -- | -- | -- | -- | ---- | ------ |
| Uomini        |   |   |   |   |   |   | F  |    |    |    |    |    |    |    |    |    | Gala | 1      |
| Donne         |   |   |   |   |   |   |    |    |    |    |    |    |    | F  |    |    | Gala | 1      |
| Coppie        |   |   |   |   |   |   |    |    |    |    |    |    |    |    |    | F  | Gala | 1      |
| Danza         |   |   |   |   |   |   |    |    |    |    | F  |    |    |    |    |    | Gala | 1      |
| Squadre       |   |   |   | F |   |   |    |    |    |    |    |    |    |    |    |    | Gala | 1      |
| Totale        |   |   |   | 1 |   |   | 1  |    |    |    | 1  |    |    | 1  |    | 1  |      | 5      |

## Nazioni partecipanti
Le seguenti nazioni hanno partecipato alle gare di pattinaggio di figura ai XXIII Giochi olimpici invernali, con indicato tra parentesi il loro numero di atleti. La Malesia ha fatto il suo debutto in questa disciplina.
- Armenia (2)
- Australia (2)
- Austria (3)
- Azerbaigian (2)
- Belgio (1)
- Bielorussia (2)
- Bulgaria (1)
- Canada (13)
- Cina (8)
- Corea del Sud (4)
- Estonia (2)
- Finlandia (3)
- Francia (4)
- Georgia (6)
- Germania (6)
- Giappone (10)
- Gran Bretagna (3)
- Israele (3)
- Italia (9)
- Lettonia (1)
- Lituania (2)
- Messico (1)
- Paesi Bassi (1)
- Polonia (3)
- Rep. Ceca (6)
- ROC (18)
- Spagna (4)
- Stati Uniti (16)
- Svezia (2)
- Svizzera (2)
- Ucraina (6)
- Ungheria (2)

## Atleti in gara
| Nazione       | Uomini                                          | Donne                                             | Coppie | Danza su ghiaccio                                                                                        |
| ------------- | ----------------------------------------------- | ------------------------------------------------- | --- | --- |
| Armenia       |                                                 |                                                   | | Tina Garabedian / Simon Proulx-Sénécal                                                                   |
| Australia     | Brendan Kerry                                   | Kailani Craine                                    | | |
| Austria       |                                                 | Olga Mikutina                                     | Miriam Ziegler / Severin Kiefer                                                                                      | |
| Azerbaigian   | Vladimir Litvintsev                             | Ekaterina Rjabova                                 | | |
| Bielorussia   | Konstantin Milyukov                             | Viktoriia Safanova                                | | |
| Belgio        |                                                 | Loena Hendrickx                                   | | |
| Bulgaria      |                                                 | Alexandra Feigin                                  | | |
| Canada        | Keegan Messing Roman Sadovsky                   | Madeline Schizas                                  | Vanessa James / Eric Radford Kirsten Moore-Towers / Michael Marinaro                                                 | Laurence Fournier Beaudry / Nikolaj Sørensen Piper Gilles / Paul Poirier Marjorie Lajoie / Zachary Lagha |
| Cina          | Jin Boyang                                      | Zhu Yi                                            | Peng Cheng / Jin Yang Sui Wenjing / Han Cong                                                                         | Wang Shiyue / Liu Xinyu                                                                                  |
| Corea del Sud | Cha Jun-hwan Lee Si-hyeong                      | Kim Ye-lim You Young                              | | |
| Estonia       | Aleksandr Selevko                               | Eva-Lotta Kiibus                                  | | |
| Finlandia     |                                                 | Jenni Saarinen                                    | | Juulia Turkkila / Matthias Versluis                                                                      |
| Francia       | Kévin Aymoz Adam Siao Him Fa                    |                                                   | | Gabriella Papadakis / Guillaume Cizeron                                                                  |
| Georgia       | Moris Qvitelashvili                             | Anastasija Gubanova                               | Karina Safina / Luka Berulava                                                                                        | Maria Kazakova / Georgy Reviya                                                                           |
| Germania      | Paul Fentz*                                     | Nicole Schott                                     | Minerva Fabienne Hase / Nolan Seegert                                                                                | Katharina Müller / Tim Dieck                                                                             |
| Giappone      | Yuzuru Hanyū Yūma Kagiyama Shōma Uno            | Wakaba Higuchi Mana Kawabe Kaori Sakamoto         | Riku Miura / Ryūichi Kihara                                                                                          | Misato Komatsubara / Tim Koleto                                                                          |
| Gran Bretagna |                                                 | Natasha McKay                                     | | Lilah Fear / Lewis Gibson                                                                                |
| Israele       | Alexei Bychenko                                 |                                                   | Hailey Kops / Evgeni Krasnopolski                                                                                    | |
| Italia        | Daniel Grassl Matteo Rizzo                      | Lara Naki Gutmann*                                | Nicole Della Monica / Matteo Guarise Rebecca Ghilardi / Filippo Ambrosini                                            | Charlène Guignard / Marco Fabbri                                                                         |
| Lettonia      | Deniss Vasiļjevs                                |                                                   | | |
| Lituania      |                                                 |                                                   | | Paulina Ramanauskaité / Deividas Kizala                                                                  |
| Messico       | Donovan Carrillo                                |                                                   | | |
| Paesi Bassi   |                                                 | Lindsay van Zundert                               | | |
| Polonia       |                                                 | Ekaterina Kurakova                                | | Natalia Kaliszek / Maksym Spodyriev                                                                      |
| Rep. Ceca     | Michal Březina                                  | Eliška Březinová                                  | Jelizaveta Žuková / Martin Bidař                                                                                     | Natálie Taschlerová / Filip Taschler                                                                     |
| ROC           | Evgeni Semenenko Mark Kondratjuk Andrei Mozalev | Anna Ščerbakova Aleksandra Trusova Kamila Valieva | Aleksandra Bojkova / Dmitrij Kozlovskij Anastasija Mišina / Aleksandr Galljamov Evgenija Tarasova / Vladimir Morozov | Diana Davis / Gleb Smolkin Viktorija Sinicina / Nikita Kacalapov Aleksandra Stepanova / Ivan Bukin       |
| Spagna        |                                                 |                                                   | Laura Barquero / Marco Zandron                                                                                       | Olivia Smart / Adrián Díaz                                                                               |
| Stati Uniti   | Jason Brown Nathan Chen Vincent Zhou            | Mariah Bell Karen Chen Alysa Liu                  | Alexa Knierim / Brandon Frazier Ashley Cain-Gribble / Timothy LeDuc                                                  | Madison Chock / Evan Bates Kaitlin Hawayek / Jean-Luc Baker Madison Hubbell / Zachary Donohue            |
| Svezia        | Nikolaj Majorov                                 | Josefin Taljegård                                 | | |
| Svizzera      | Lukas Britschgi                                 | Alexia Paganini                                   | | |
| Ucraina       | Ivan Shmuratko                                  | Anastasiia Shabotova                              | Sofiia Holichenko / Artem Darenskyi*                                                                                 | Oleksandra Nazarova / Maksym Nikitin                                                                     |
| Ungheria      |                                                 |                                                   | Ioulia Chtechetinina / Márk Magyar                                                                                   | |

## Podi

### Uomini
| Evento                                    | Oro         | Punteggio | Argento       | Punteggio | Bronzo    | Punteggio |
| Pattinaggio di figura maschile (dettagli) | Nathan Chen | 332,60    | Yūma Kagiyama | 310,05    | Shōma Uno | 293,00    |

### Donne
| Evento                                     | Oro             | Punteggio | Argento            | Punteggio | Bronzo         | Punteggio |
| Pattinaggio di figura femminile (dettagli) | Anna Ščerbakova | 255,95    | Aleksandra Trusova | 251,73    | Kaori Sakamoto | 233,13    |

### Coppie
| Evento                                    | Oro                                           | Punteggio | Argento                                 | Punteggio | Bronzo                                      | Punteggio |
| Pattinaggio di figura a coppie (dettagli) | Cina Sui Wenjing Han Cong                     | 239,88    | ROC Evgenija Tarasova Vladimir Morozov  | 239,25    | ROC Anastasija Mišina Aleksandr Galljamov   | 237,71    |
| Danza su ghiaccio (dettagli)              | Francia Gabriella Papadakis Guillaume Cizeron | 226,98    | ROC Viktorija Sinicina Nikita Kacalapov | 220,51    | Stati Uniti Madison Hubbell Zachary Donohue | 218,02    |

### Gara a squadre
| Evento                    | Oro | Punteggio | Argento | Punteggio | Bronzo                                                                                            | Punteggio |
| Gara a squadre (dettagli) | Stati Uniti Nathan Chen Vincent Zhou Karen Chen Alexa Knierim / Brandon Frazier Madison Chock / Evan Bates Madison Hubbell / Zachary Donohue | 65        | Giappone Yūma Kagiyama Shōma Uno Wakaba Higuchi Kaori Sakamoto Riku Miura / Ryūichi Kihara Misato Komatsubara / Tim Koleto | 63        | ROC Mark Kondratjuk Anastasija Mišina / Aleksandr Galljamov Viktorija Sinicina / Nikita Kacalapov | 54        |

## Controversie
La cerimonia di premiazione della gara a squadre, vinta dagli atleti del ROC, è stata posticipata a causa di una possibile positività di Kamila Valieva a un controllo antidoping svoltosi in dicembre. Al termine delle indagini e del processo, all'atleta è stato comminato un periodo di quattro anni di sospensione. In seguito all'esito del processo l'ISU ha riscritto le classifiche della gara a squadre cancellando i punti ottenuti da Valieva e assegnando l'oro agli Stati Uniti.

## Medagliere
| Pos.   | Paese       | Oro | Argento | Bronzo | Totale |
| ------ | ----------- | --- | ------- | ------ | ------ |
| 1      | Stati Uniti | 2   | 0       | 1      | 3      |
| 2      | ROC         | 1   | 3       | 2      | 6      |
| 3      | Cina        | 1   | 0       | 0      | 1      |
| 3      | Francia     | 1   | 0       | 0      | 1      |
| 5      | Giappone    | 0   | 2       | 2      | 4      |
| Totale | Totale      | 5   | 5       | 5      | 15     |